# Il gobbo e la ballerina
Il gobbo e la ballerina (Der Bucklige und die Tänzerin) è un film muto del 1920 diretto da Friedrich Wilhelm Murnau.
Si tratta di uno delle pellicole di Murnau considerate perdute. Si ritiene sia andato distrutto durante il nazismo.

## Trama
Le notizie sul film sono date da Lotte H. Eisner.
James Wilton è vissuto a Berlino, dove ha sempre ricevuto il disprezzo delle donne che ha corteggiato per l'aspetto ripugnante della sua gobba. A Java scopre una miniera di diamanti, diventa molto ricco, e impara i segreti dei famosi cosmetici giavanesi. Torna a Berlino, incontra Gina, una ballerina che soffre per una difficile relazione sentimentale e la conquista con regali costosi. Gina però interromperà la storia d'amore con Wilton che per vendicarsi le prepara un elisir mortale, non per lei ma per chi la bacerà ....

## Produzione
È la prima sceneggiatura per Murnau di Carl Mayer, uno degli sceneggiatori de Il gabinetto del dottor Caligari con cui lavorerà per molti suoi successivi film.

## Distribuzione
In Germania, il film - con il visto di censura B.950 del 15 dicembre 1920 - venne vietato ai minori.

### Prima
La prima proiezione del film ebbe luogo l'8 luglio del 1920 al Marmorhaus di Berlino.

### Accoglienza
Il film ebbe una buona accoglienza dalla stampa: fu lodata la regia di Murnau ...efficace nel creare attorno ai personaggi un'atmosfera, l'alito di un'anima, furono apprezzate le scenografie e la fotografia,, fu notato il pregevole lavoro di Carl Mayer nell'elaborazione del soggetto.